# رودخانه رور
رودخانه رور (به هلندی: Roer) یک رود در هلند است که در نوردراین-وستفالن واقع شده‌است.
رودخانه رور رودخانه بزرگی است که در بخشهایی از بلژیک، آلمان و هلند جریان دارد و شاخه راست (شرقی) برای رود موز (هلندی: Maas) است. حدود ۹۰ درصد این رودخانه در آلمان جریان دارد.
گاهی این رودخانه با روهر و رود روهر، که شاخه‌های فرعی راین در نوردراین-وستفالن هستند اشتباه گرفته می‌شود.

## جغرافیا

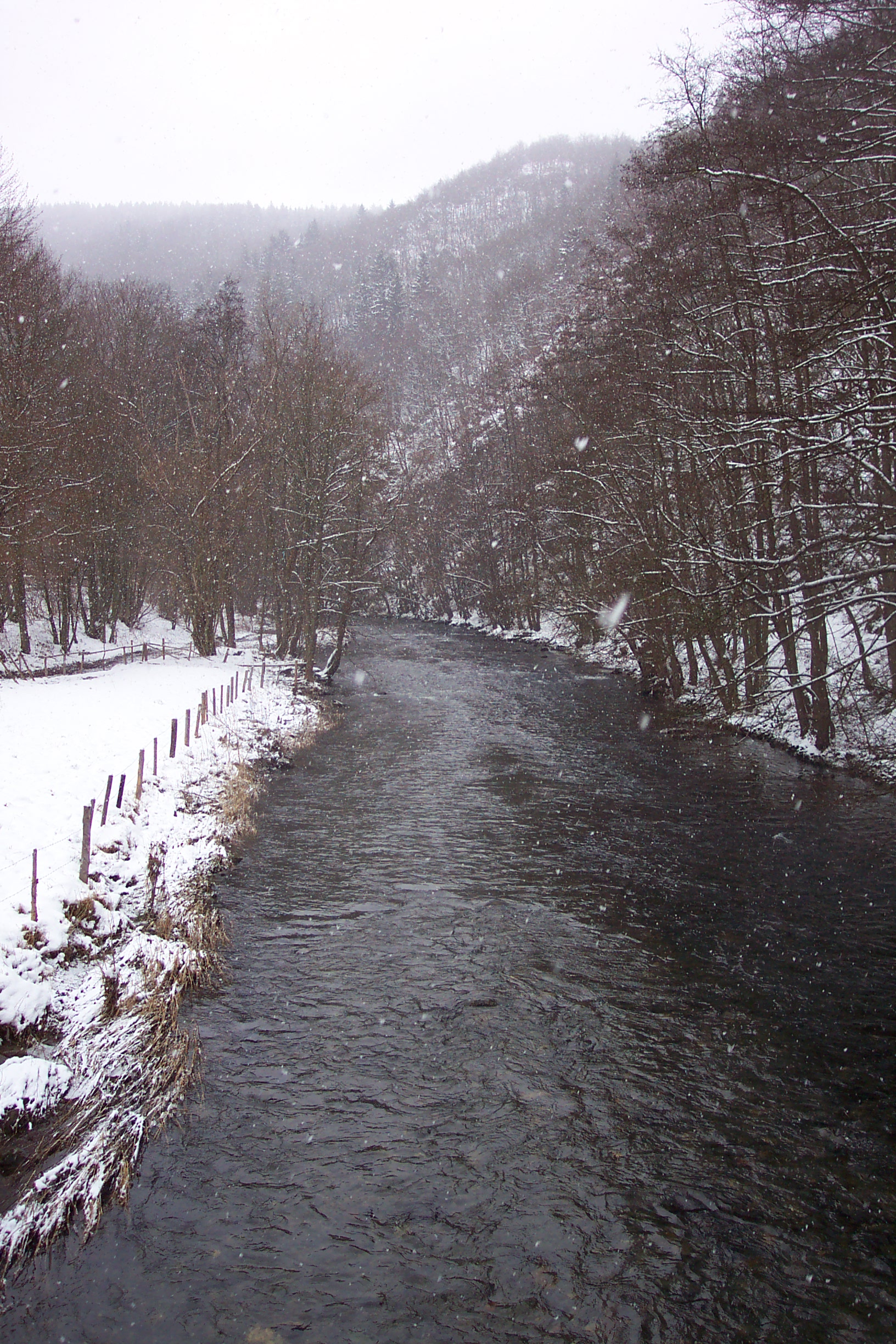
در بین زمستان بین مونشائو و ددنبورن رخ داده‌است

بعد از ۳۹ کیلومتر (۲۴ مایل) به سد روور، دومین دریاچه مصنوعی در آلمان می‌رسد. بعد از تقریباً ۱۶۰ کیلومتر (۹۹ مایل) به هلند جریان می‌یابد و در ۱۷۰ کیلومتر (۱۱۰ مایل) آن به رودخانه رود موز در شهر رورموند می‌پیوندد.

### شاخه‌ها

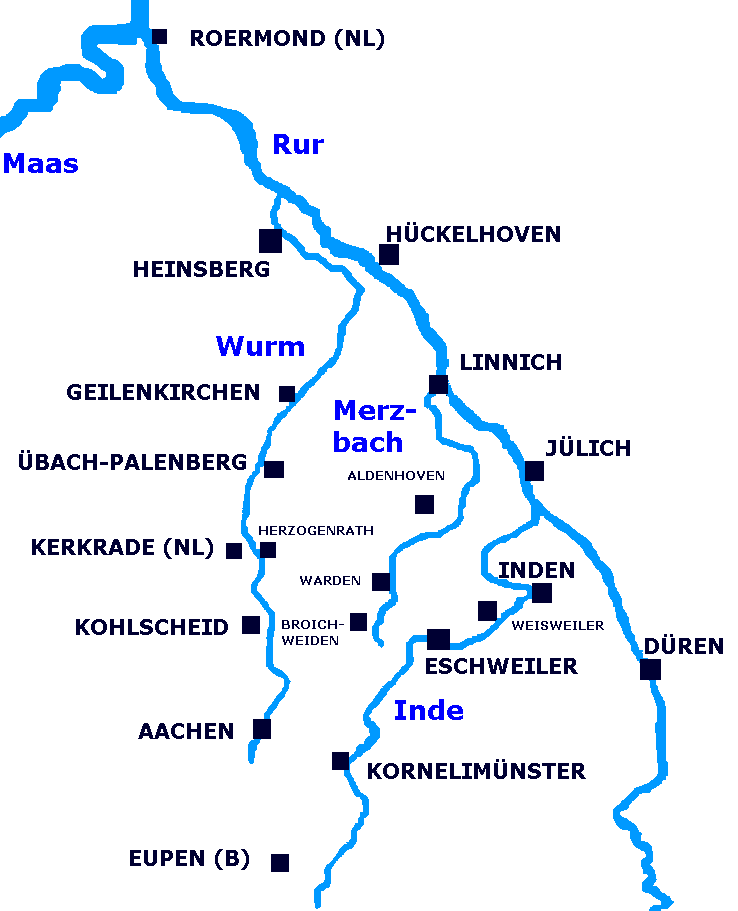
نقشه رودخانه رور / روئر و شاخه‌های آن

- البباخ
- ایند
- کال
- مالفینباخ
- Merzbach
- ورم
- اولف
- مرتب